# Aire urbaine de Cayenne
En 2018, l'aire urbaine de Cayenne a une population municipale de 144 501 habitants et est composée de six communes, pour une superficie de 5 087 km2 (définition 2010,).
Ces communes sont toutes situées dans la région et département d'outre-mer de la Guyane. Elle est centrée sur le pôle urbain de Cayenne.
En 2017, elle se classe 63e au rang national (dans sa définition 2010) par le nombre d'habitants et au 1er rang en Guyane après celle de Saint-Laurent-du-Maroni.

## Communes
Liste des communes appartenant à l'aire urbaine de Cayenne selon la délimitation de 2010 :
| Code INSEE | Commune                | Catégorie                                         | Superficie (km²) | Population (2018) | Densité (2018) (hab./km²) |
| ---------- | ---------------------- | ------------------------------------------------- | ---------------- | ----------------- | ------------------------- |
| 97302      | Cayenne                | Commune appartenant à un grand pôle               | +0023,6          | 63 652            | 2 697                     |
| 97305      | Macouria               | Commune appartenant à la couronne d'un grand pôle | +0377,5          | +0015 602,        | +0041,                    |
| 97307      | Matoury                | Commune appartenant à un grand pôle               | +0137,2          | +0032 942,        | +0240,                    |
| 97313      | Montsinéry-Tonnegrande | Commune appartenant à la couronne d'un grand pôle | +0600,           | +0002 772,        | +0004,6                   |
| 97309      | Remire-Montjoly        | Commune appartenant à un grand pôle               | +0046,11         | +0026 143,        | +0567,                    |
| 97310      | Roura                  | Commune appartenant à la couronne d'un grand pôle | 3 902,5          | +0003 390,        | +0000,87                  |

## Histoire
L'aire urbaine de Cayenne a été délimitée pour la première fois en 2010, à l'occasion du recensement de la population de 2008. Elle fait partie des grandes aires urbaines, dans la mesure où le pôle urbain accueille au moins 10 000 emplois.
Depuis 2020, le nouveau zonage des aires d'attraction la remplace par la nouvelle aire d'attraction de Cayenne.

## Évolution démographique
L'évolution démographique ci-dessous concerne l'aire urbaine dans la délimitation de 2010.
| 1967   | 1974   | 1982   | 1990   | 1999   | 2007    | 2012    | 2017    |
| ------ | ------ | ------ | ------ | ------ | ------- | ------- | ------- |
| 28 257 | 35 812 | 49 118 | 66 803 | 92 059 | 114 384 | 121 490 | 138 920 |